# Листериоз
Листериоз — бактериальная инфекция, которая в основном вызывается бактерией Listeria monocytogenes. Это грамположительная палочка с закруглёнными концами, не образует спор и капсул, является факультативным анаэробом, растёт на обычных питательных средах. В то же время есть случай, когда листериоз был вызван и другим типом листерии — L. ivanovii.
Листериоз считают типичным сапронозом, при этом первичным природным резервуаром листерий является почва, из которой они могут попадать в организмы растений. Источником заражения сельскохозяйственных животных являются корма, в частности, силос, где листерии размножаются. Заражение людей связано с употреблением в пищу овощей и продуктов животноводства.
Термотолерантность, психрофильность и другие особенности биологии листерий обусловливают их способность к заражению продуктов питания и размножению в них, что приводит к многочисленным эпидемическим вспышкам и спорадическим случаям пищевого листериоза.
Роль листерий как возбудителя болезней человека можно охарактеризовать так: они являются возбудителями пищевой инфекции; возбудителями широкого спектра оппортунистических инфекций; причиной перинатальной и неонатальной патологии человека. Специалисты в начале лечения назначают антибактериальные медикаменты. Эффективными остаются препараты левомицетин, эритромицин и тетрациклин.

## Лечение
Этиотропная терапия при листериозе по данным литературы чаще носит эмпирический характер. Рекомендации по лечению основаны на изучении чувствительности листерий к антибиотикам in vitro, в экспериментах на животных и клиническом опыте лечения небольших групп больных.
Известно, что L. monocytogenes чувствительна[уточнить] к широкому спектру антибиотиков, за исключением новых цефалоспоринов и фосфомицина. Листерии чувствительны к производным пенициллина (особенно аминопенициллинам), большинству макролидов (кроме азитромицина и спирамицина), аминогликозидам, тетрациклина. Возбудитель чувствителен к представителям гликопептидов (ванкомицин) и липопептидов (даптомицин), оксазолидинонов. Имеются сообщения, что большинство препаратов из группы хинолонов обладают умеренной активностью против листерии. В то же время некоторые исследователи сообщают о том, что новые фторхинолоны (левофлоксацин, моксифлоксацин и др.) были активны в отношении более чем к 99 % штаммов L. monocytogenes.

## Эпидемиология
По данным международного обзора, проведённого Всемирной организацией здравоохранения (ВОЗ, 2015) и исследованием Maertens de Noordhout (2014), были оценены глобальные показатели заболеваемости листериозом, связанных с ним смертей и потерянных лет здоровой жизни (DALYs). Было установлено, что в 2010 году в мире произошло 23 150 случаев заболевания листериозом, что привело к 5 463 летальным исходам и 172 823 годам жизни, скорректированным по инвалидности. Перинатальные инфекции составили 20,7 % от общего числа случаев. Ограничением данного исследования является тот факт, что данные были доступны только для 52 % мирового населения.
Листерия инфицирует центральную нервную систему и может вызвать менингит и энцефалит. Листериоз может приводить к смертельному исходу. Заболеванию наиболее подвержены определённые группы людей. Это беременные женщины, новорождённые, пожилые люди и люди с ослабленной иммунной системой.
По данным американского центра контроля и предотвращения заболеваний в США в год регистрируется около 1600 случаев заболеваний листериозом. При этом число смертельных случаев в результате листериоза — около 260.
Опубликованные 21 февраля 2017 года результаты исследования Школы Ветеринарной Медицины Мэдисон (США) показали, что листериоз может также привести к выкидышу уже на ранней стадии беременности (первый триместр). Ранее листериоз распознавали только на поздней стадии беременности (третий триместр), и его влияние на ранней стадии не было изучено.
Основной способ заражения листериозом — пищевой. Бактерия попадает в организм человека вместе с продуктами питания, которые, в свою очередь, инфицируются в процессе производства и хранения.
При этом, сталкиваясь с частыми случаями заражениям листерией на пищевом предприятии, мы в большинстве случаев так и не знаем, что же было причиной контаминации. Вместе с тем, есть ряд исследований, показывающих, по каким зонам распределяется листерия в производственном цехе.

## Заражение листерией в пищевом производстве
В 1990 году Британский исследовательский институт «Campden BRI» провел исследование пищевых производств на возможность заражения листерией моноцитогенной. Было взято около 10 000 проб с разных пищевых предприятий. Говоря о распределении положительных проб по различным зонам, распределение листерии было следующим: 53 % проб были взяты с чистящего инвентаря, 28 % — с трапов и 19 % — с полов (рис. 1). Листерия практически не присутствовала на пищевом оборудовании.
При этом 25 % всех проб, взятых из трапов, были положительными на листерию.
Аналогичное исследование, но уже сфокусированное только на молочной сфере, было проведено институтом «Фоджа» (Италия) в 2012 году. Было исследовано 34 молочных предприятия на юге Италии. Были выявлены различные штаммы листерии на 19 предприятиях (56 %). Говоря о распределении положительных проб по различным зонам, распределение листерии было следующим: 19 % проб было взято с оборудования, 69 % — с трапов, 12 % — с продуктов. При этом, листерию моноцитогенную нашли на 7 предприятиях: 19 % положительных проб было взято с оборудования, 73 % — с трапов, 8 % — с продуктов (рис. 2).
Другим интересным исследованием является исследование 1997 года, проведённое Норвежским колледжем ветеринарной медицины. Исследование включало 40 заводов по производству копчёной рыбы. Пробы брались из конечного продукта и из трапов. Листерия monocytogenes была обнаружена в конечном продукте на 13 заводах из 40 (33 %), а в трапах на 25 заводах из 40 (63 %). Разные штаммы листерии были найдены в конечном продукте на 16 заводах из 40 (40 %), а в трапах на 30 заводах из 40 (75 %) (рис. 3).
В 2018 в результате эпидемии в ЮАР заболели около 1000 человек и скончались 180 человек.

## Прогноз
При нервной форме болезни в 98—100 % случаев прогноз безнадёжный, лечение приносит успех лишь в самой начальной стадии заболевания, а при септической форме прогноз является осторожным.

## Листериоз у животных
Это широко распространённая болезнь из группы зооантропонозов. Встречается у животных почти всех видов. Наиболее часто поражаются овцы. Заболевание характеризуется поражением нервной системы, септическими явлениями, абортами и маститами. В естественных условиях наблюдается нервная, септическая, генитальная, смешанная, субклиническая и латентная формы болезни. Основной из них считается нервная. Заражение обычно происходит алиментарным путём. Патогенное действие возбудителя связано с выделением экзо- и эндотоксинов. Инкубационный период при листериозе у животных 7—30 дней. Одним из переносчиков является широко распространённый в Европе испанский слизень (Arion vulgaris).